# Cneo Servilio Cepión (cónsul 253 a. C.)
Cneo o Gneo Servilio Cepión  fue un político y militar romano del siglo III a. C. miembro de los Servilios Cepiones, una rama familiar patricia de la gens Servilia. Estuvo al frente de una flota de más de doscientos barcos durante la primera guerra púnica.

## Carrera pública
Fue elegido cónsul en el año 253 a. C., en cuyo transcurso, con su colega consular, Cayo Sempronio Bleso, estuvo al frente de una flota de doscientos sesenta barcos con la que atacó distintos emplazamientos púnicos de la costa africana, por los que obtuvo un considerable botín. No obstante, acabaron encallando en aguas de Syrtis Minor y solo pudieron escapar con la marea y arrojando el botín por la borda. Durante el regreso, a la altura del cabo Palinurus, les alcanzó una tremenda tormenta que dio al traste con ciento cincuenta barcos. No obstante estos reveses, obtuvieron un triunfo.